# Сент-Патрик (остров)
Сент-Патрик (англ. St Patrick's Isle, мэн. Ellan Noo Perick)) — маленький остров в Ирландском море, находящийся под управлением острова Мэн. Ранее название на мэнском было Inis (или Ynnys) Patraic.

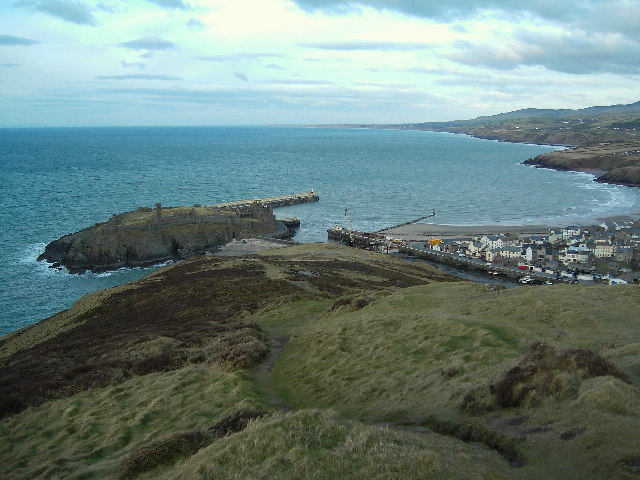
Вид на остров Сент-Патрик с острова Мэн

Остров известен замком Пил, основанным викингами в XI веке. В XVIII веке замок был заброшен. Сейчас большая часть замка представляет собой руины. Замок расположен на небольшом островке Св. Патрика, который соединён с островом Мэн дамбой. Кроме руин замка, на этом острове находятся руины церкви Св. Патрика, круглая башня наподобие ирландских, руины бывшего кафедрального собора острова, собора Святого Германа. Новый кафедральный собор расположен на острове Мэн.